# Park Narodowy Kafarnaum
Park Narodowy Kafarnaum (hebr. גן לאומי כפר נחום, Gan le’umi Kfar Nahum; ang. Capernaum National Park) – park narodowy obejmujący część stanowiska archeologicznego Kafarnaum na północy Izraela.

## Położenie
Park Narodowy Kafarnaum leży w północno-wschodniej części stanowiska archeologicznego w Kafarnaum, na wysokości 200 metrów p.p.m. na północno-zachodnim wybrzeżu Jeziora Tyberiadzkiego, w depresji Doliny Jordanu na północy Izraela .

## Historia
W 1838 roku amerykański podróżnik Edward Robinson odkrył starożytne ruiny na północnym brzegu Jeziora Tyberiadzkiego. Nie skojarzył on odkrytych artefaktów z biblijnym miastem Kafarnaum. Dopiero w 1866 roku brytyjski kapitan Charles William Wilson przeprowadził niewielkie prace archeologiczne i powiązał odkryte ruiny z miastem Jezusa. W 1894 roku franciszkanin Giuseppe Baldi z Kustodii Ziemi Świętej zdołał odkupić od Beduinów znaczną część ziemi (2/3 całego obszaru). Umożliwiło to franciszkanom wybudowanie w kolejnych latach ogrodzenia, aby chronić ocalałe ruiny przed coraz częstszymi aktami wandalizmu. Aby utworzyć małą oazę dla pielgrzymów zasadzono palmy i drzewa eukaliptusowe sprowadzone specjalnie z Australii. Zbudowano także niewielką przystań na Jeziorze Tyberiadzkim i Klasztor Franciszkanów w Kafarnaum. Sąsiednią parcelę wykupił Prawosławny patriarchat Jerozolimy (1/3 obszaru).
Pierwsze faktyczne wykopaliska archeologiczne zostały rozpoczęte w 1905 roku za sprawą Heinricha Kohla i Carla Watzingera. Były one kontynuowane przez franciszkańskich zakonników: Vendelina von Menden w latach 1905-1915 i w latach 1921-1926 przez Gaudentiusa Orfali'ego. Wykopaliska odkryły pozostałości dwóch budynków użyteczności publicznej, Białą Synagogę (częściowo odnowioną przez o. Orfali'ego) i ruiny ośmiobocznego kościoła z mozaiką podłogową i źródłem chrzcielnym. W 1968 roku, dzięki pomocy finansowej rządu włoskiego, wznowiono prace wykopaliskowe. Były prowadzone w latach 1968-1986 pod kierunkiem franciszkanów Virgilio Corbo i Stanislao Loffredy. Pod posadzką kościoła włoscy archeolodzy znaleźli pozostałości domu, nazwanego Domem św. Piotra. Kolejny etap prac był prowadzony w latach 2000-2003 przez o. Loffredę i zespół archeologów ze Studium Biblicum Franciscanum. W latach 1978–1982 wykopaliska były prowadzone także na terenach położonych na wschód od synagogi, które są we władaniu prawosławnego Patriarchatu Jerozolimy. Pracami kierował Vassilios Tzaferis. W 1931 roku wybudowano prawosławny monaster Dwunastu Apostołów w Kafarnaum. Po I wojnie izraelsko-arabskiej w 1949 roku teren ten znalazł się w strefie zdemilitaryzowanej, która powstała w wyniku zawarcia rozejmu izraelsko-syryjskiego. Po wojnie sześciodniowej w 1967 roku teren znalazł się w całości w państwie Izrael. Kustodia Ziemi Świętej i łaciński patriarchat Jerozolimy wydzierżawiły część terenu Żydom, którzy w dniu 4 czerwca 1967 roku oficjalnie utworzyli Park Narodowy Kafarnaum.

## Park Narodowy

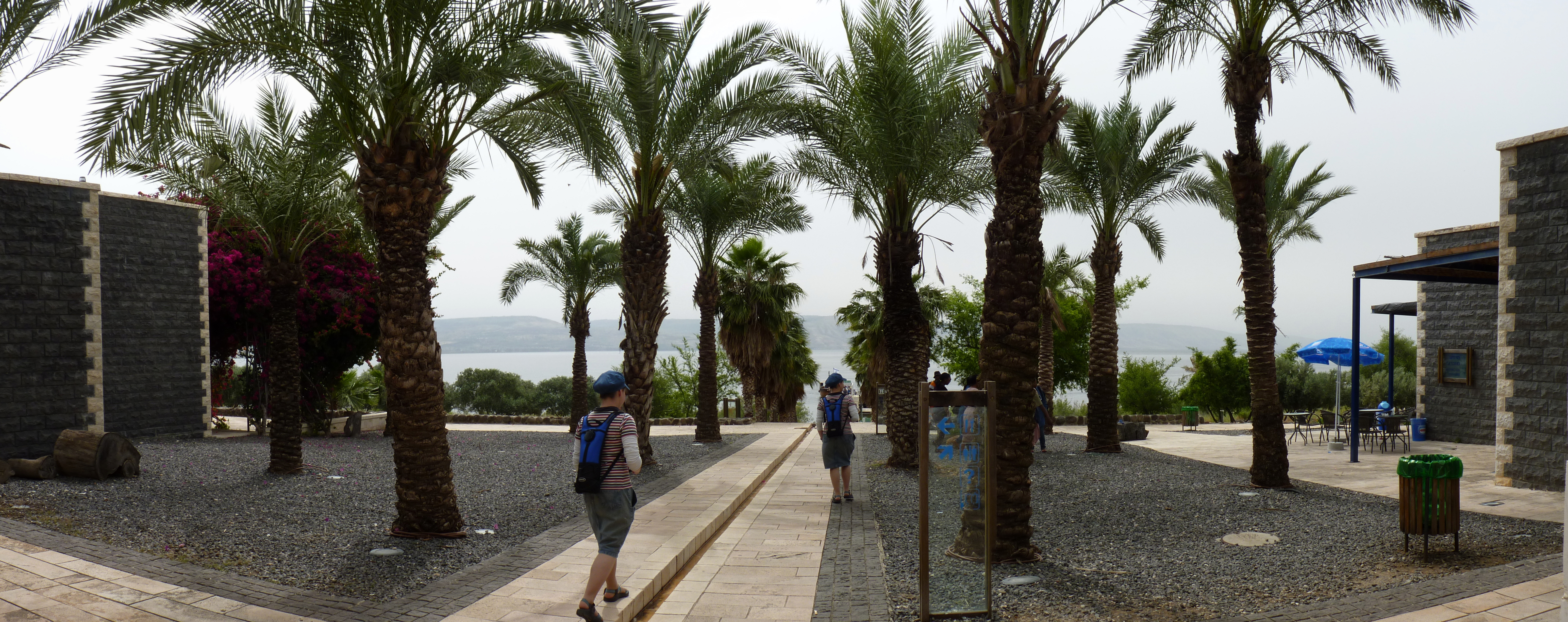
Panorama Parku Narodowego Kafarnaum

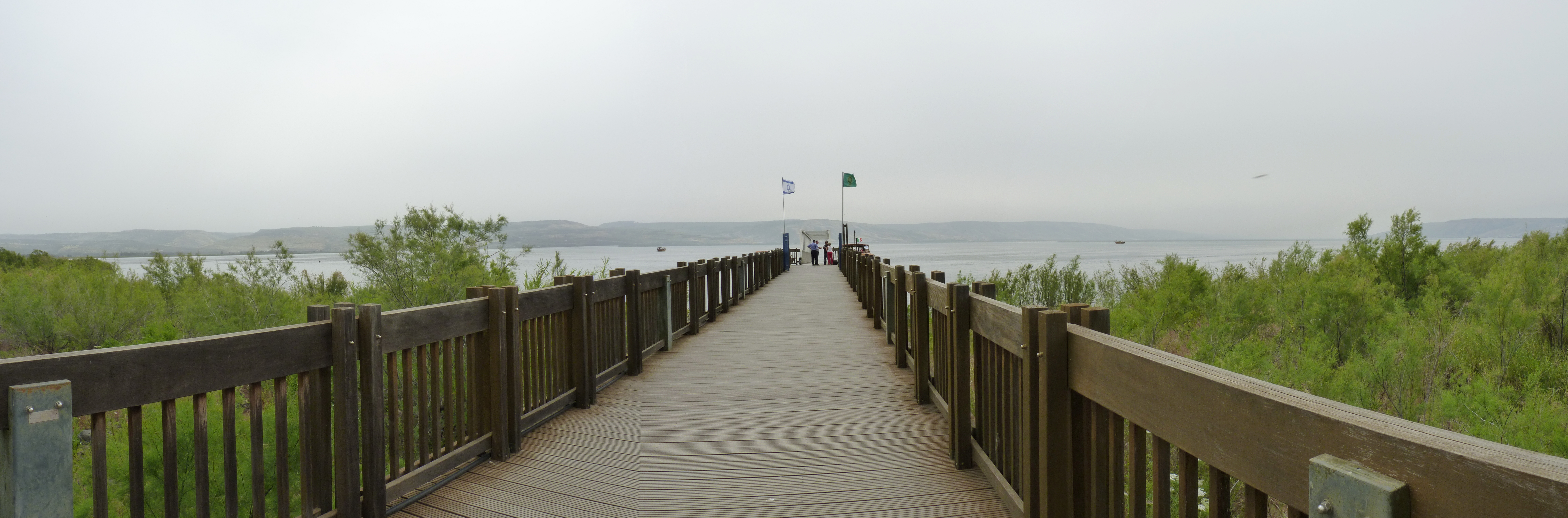
Panorama Jeziora Tyberiadzkiego z Parku Narodowego Kafarnaum

Park Narodowy Kafarnaum ma powierzchnię 1,65 km², a rozciąga się na 5,2 km wzdłuż brzegu Jeziora Tyberiadzkiego, obejmując m.in. tereny wokół stanowiska archeologicznego Franciszkanów. W północno-wschodniej części utworzono strefę rekreacyjną, w której odtworzono bazaltowy dom mieszkalny z fontanną. Na terenie parku jest centrum informacji turystycznej, biura oraz sklep z pamiątkami. Obok wybudowano niewielką przystań dla statków turystycznych, umożliwiając w ten sposób odbycie rejsu po Jeziorze Tyberiadzkim. W otoczeniu zasadzono liczne rośliny, tworząc ogród botaniczny nawiązujący do tematyki biblijnej. Wzdłuż wybrzeża ciągnie się promenada.